# Zhang Mo
Zhang Mo (chinês: 张末, pinyin: zhāng mò) é uma roteirista, editora e diretora de cinema chinesa que trabalhou em filmes como Voltando para Casa, As Flores da Guerra e Uma mulher, uma arma e uma loja de macarrão. Ela é filha do renomado diretor de cinema Zhang Yimou e trabalhou ao lado dele em muitos de seus projetos, co-dirigindo o filme de guerra Snipers. Em 2016 estreou na direção com o filme De repente, Dezessete.

## Biografia
Zhang nasceu em 31 de março de 1983, em Xi'an, província de Shaanxi, filha do diretor de cinema Zhang Yimou e sua esposa Xiao Hua. Ela se mudou com a família para os Estados Unidos aos quinze anos para estudar em uma escola secundária americana. Ela então se matriculou na Universidade de Columbia e se formou como bacharel em arquitetura. Ela decidiu não seguir a carreira de arquitetura, sentindo que seria muito restritivo ao permitir que ela expressasse suas emoções. Ao sair da universidade, Zhang matriculou-se na Escola de Artes Tisch da Universidade de Nova York, onde estudou cinema. Depois de se formar em Tisch com mestrado em produção cinematográfica, ela voltou à China para trabalhar ao lado de seu pai, Zhang Yimou, em alguns de seus filmes. Depois de ganhar crédito como editora nos filmes Sob o espinheiro e Uma mulher, uma arma e uma loja de macarrão, Zhang recebeu o papel de assistente de direção no sucesso de bilheteria de Hollywood de seu pai, As Flores da Guerra.
Em 2016, Zhang dirigiu seu primeiro filme, De repente, Dezessete, um filme sobre uma mulher de 28 anos que se transforma na versão de si mesma de 17 anos. Lançado na China, o filme teve um lançamento global limitado e recebeu críticas mistas, apesar de ter sido um sucesso financeiro. O filme é baseado em um romance publicado na internet. Faz parte de um gênero extremamente popular entre os jovens chineses que se concentra principalmente em contos de fantasia e romance e que gerou filmes e séries na web. A protagonista de 28 anos, Liang Xia, interpretada por Ni Ni, está infeliz no amor e come um chocolate mágico que apaga sua memória e a transforma novamente em uma jovem de 17 anos. Zhang diz que aproveitou a premissa e os personagens do romance, mas em vez de manter Liang aos 17 anos, ela muda de idade a cada cinco horas, criando conflito e drama. As diferentes expectativas chinesas e ocidentais sobre o casamento serviram de inspiração, com Zhang dizendo que o retorno à China depois de anos estudo nos Estados Unidos foi como “um choque cultural reverso”. Na época, com 26 anos e vendo uma vida cheia de possibilidades, Zhang ficou surpresa ao ver que as pessoas pensavam que ela já deveria estar casada e planejando uma família. Segundo ela, no Ocidente, as mulheres aos 28 anos ainda sentem-se jovens e podem desejar seguir uma carreira.

## Família
Zhang casou-se em outubro de 2012 com Daniel Wade Manwaring (chinês: 孟丹青, pinyin: Mèng dānqīng), executivo americano da Creative Artists Agency, agência que a representa. Ela foi casada anteriormente com um americano chamado Tovey, de maio de 2006 ao final de 2008.